# جان غورسو
جان غورسو (مواليد 4 أبريل 1996) هي ممثلة ألمانية تحمل أيضاً الجنسية الفرنسية، أشتهرت لدورها في مسلسل البرابرة من إنتاج نتفليكس.

## روابط خارجية
- جان غورسو على موقع IMDb (الإنجليزية)
- جان غورسو على موقع قاعدة بيانات الفيلم (الإنجليزية)